# Багрій Іван Юхимович
Іван Юхимович Багрі́й (нар. 1911, Опішня — пом. 1941, поблизу Львова) — український майстер художньої кераміки.

## Біографія
Народився у 1911 році у містечку Опішні (тепер селище міського типу Полтавського району Полтавської області, Україна). Протягом 1936–1938 років навчався в Опішнянянській керамічній профтехшколі.
Працював у промисловій артілі «Червоний керамік» (пізніше завод «Художній керамік») в Опішні, протягом 1938–1941 років — у гончарному цеху будівельного заводу в Єревані. Загинув поблизу Львова на фронті під час німецько-радянської війни у червні 1941 року.

## Творчість
Створював полив'яні тарелі, вази, глечики з анімалістичними ручками (зокрема у вигляді ящірок), іграшки з розписом у два-три кольори без обведення контурів. 
Брав участь у 1-й виставці українського народного мистецтва, яка у 1936 році експонувалась у Києві, Москві, Ленінграді (диплом 1-го ступеня), всесвітній виставці у Парижі у 1937 році. Твори не збереглися.